# Ommata semiflammea
Ommata semiflammea là một loài bọ cánh cứng trong họ Cerambycidae.